# 僕の見た秩序。
僕の見た秩序。（ぼくのみたちつじょ）は、ヨシナガが2001年6月30日から運営している個人ウェブサイトである。略称は「僕秩。（ぼくちつ）」。

## 概要
ヨシナガ本人は「自己満足写真素材サイト」と称しているが、更新している内容のほとんどがテキストと写真を使ったネタであるために、テキストサイトだと誤解されることが多い。実際のところ、最近は写真素材の更新よりもテキストメインの更新の方が圧倒的に多い。なお、このサイトは2012年途中までほぼ毎日更新であったが、以降ヨシナガ本人が多忙となり、2013年は不定期更新になっている。CMSを導入していない。
「タマちゃん進化論」、「リアルへぇボタン」などで人気を得て、アクセス数を上げる。その後も、1日のアクセス数は1万を超え、2005年11月29日、総アクセス数は1億に達した。

## コンテンツ

### テキスト
トップページにある毎日更新されるテキスト。
更新は基本的に、主に管理人ヨシナガが見つけた画像を用いたネタ（著作権侵害については後述する。）で更新が行われる。ヨシナガ自身は「ネタ」という事を認めてはいない（「僕秩は写真素材サイトです」と何度も文中に出している。）はずだが、「それでは今日のネタです。」と一度入力したことがあり、読者から盛大にツッコまれた。
また、エイプリルフールには特殊な方法で更新が行われるのが恒例となっている。たとえば、
- 文章を画像にして反転させる[4]
- 文字全体を白くする[5]

などがあった。

### ゆかいな誤変換
2004年6月、読者参加企画としてスタート。コンピュータによる誤変換を募集した。後に書籍化し、2005年1月29日にはイースト・プレスより「ゆかいな誤変換。」が発売。2006年4月29日には続編となる「ゆかいな誤変換。DX」が発売となった。

### 僕の見た秩序。オリジナルグッズショップ！
主に後述の「僕の見た秩序。キャラクターズ！」のグッズが販売されている。缶バッジやぬいぐるみ、マグカップ、携帯ストラップ（液晶クリーナー）、ハンドタオルなど。

### 僕秩ブログ！（仮）
2006年7月、トラックバックを目的としてスタート。「僕秩チャレンジ!」、「僕の見た光学迷彩!」、「煩悩短冊！」、「すごい回文を集めたよ。」などのコーナーがある。

### 僕の見た秩序。プレミアム！（僕秩プレミアム！）
2005年、auの公式メニューに、個人サイトとしては初めて登録された。月額210円。携帯アプリのダウンロードや、サイトでは見られないコラムが読める。

### 僕の見た秩序。キャラクターズ！（僕キャラ！）
僕の見た秩序。の姉妹サイト。ヨシナガの描いたキャラクターを載せている「僕キャラ！ずかん」と、僕キャラが登場する漫画「僕キャラ！まんが」がある。

## トークライブ
- 2005年1月22日「僕の見た秩序。出版記念トークライブ！ライブレポート」
- 2005年4月23日「僕の見た秩序。トークライブ2〜集まれ！へんなうた!〜」
- 2005年8月14日「僕の見た秩序。トークライブ3〜突撃！へんなキャラ!〜」
- 2006年1月22日「僕の見た秩序。トークライブ4〜ふれろ！あんなこと!〜」
- 2006年5月4日「僕の見た秩序。トークライブ5〜集めろ！ダサいもの!〜」
- 2006年9月24日「僕の見た秩序。トークライブ6〜素晴らしき駄菓子の世界〜」
- 2007年5月20日「僕の見た秩序。トークライブ7〜発見！ダサ素材！〜」
- 2007年8月26日「僕の見た秩序。トークライブ8〜満喫！変なマニュアル本！〜」

## 受賞歴
- 2003年12月 - Yahoo! WEB of the Year 2003 話題賞 - 第10位
- 2004年度 - All About スーパーおすすめサイト大賞2004 - 笑えるサイト
- 2004年10月 - ネットランナー ベスト・オブ・常習者サイト 2004 - テキストサイトの頂点
- 2005年11月 - ネットランナー ベスト・オブ・常習者サイト 2005 - テキストサイトの雄

なお、テキストサイトとして紹介されたとき、ヨシナガ本人は、「テキストサイトではありません」とコメントを述べていた。

## 問題点
毎日更新されるテキストには画像を載せていることが多い。 だが、漫画の画像や芸能人の顔の入った写真を使うこともあり、掲載される画像は自分で撮影したもの以外無断転載であるため、著作権・肖像権において問題視されている。代表例は『とっとこハム太郎』の画像を使用し小学館から警告を受け、ヨシナガ側が画像を削除した事例である。ミッキーマウスなどの「著作権に厳しい」イメージのある写真の目に黒線を入れて「著作権怖いの出たーーー！」などの文字を添えてネタ化するという記事も生まれた。